# Barry Chamish
Barry Chamish (Winnipeg, Canadá, 13 de enero de 1952-23 de agosto de 2016) fue un escritor y conferencista israelí nacido en Canadá.

## Biografía
Es conocido por su teoría de conspiración sobre el asesinato de Yitzhak Rabin.

## Tesis
En el caso del tratamiento de la tinea capitis en Israel y en las comunidades judías, acusó al gobierno de haber planteado un genocidio sefardí, acusando a Nahum Goldmann y Levi Eshkol como ideólogos.

## Obras
- The Devil Wore an Angel's Suit. Winnipeg, MB: Split Level, 1972.
- Keep Stillman: A Pun. Winnipeg: Split Level, 1973.
- Mack. Winnipeg: Split Level, 1974.
- Alice in Newfoundland. Winnipeg: Split Level, 1976.
- The Fall of Israel. Edinburgh, Scotland: Canongate, 1992. ISBN 0-86241-355-9
- Traitors and Carpetbaggers in the Promised Land. Oklahoma City: Hearthstone, 1997. ISBN 1-57558-017-9
- Who Murdered Yitzhak Rabin? Venice, CA: Feral, 1998. ISBN 0-922915-50-4
- Return of the Giants. Sun Lakes, AZ: Book World/Blue Star, 2000. ISBN 1-881542-66-1
- The Final Days of Israel. Tempe, AZ: Dandelion, 2000. ISBN 1-893302-16-4
- Israel Betrayed. Ainsworth, NE: Counting Coup, 2001. ISBN 0-9708598-5-6
- Shabtai Tzvi, Labor Zionism and the Holocaust. Knoxville, TN: Master Press, 2005. ISBN 965-90766-1-4
- Bye Bye Gaza. Raleigh, NC: Lulu, 2006. ISBN 978-1-4457-1528-5
- With the Kennedys. Raleigh, NC: Lulu, 2006. ISBN 978-1-4457-1530-8
- THE conPromised Land. Raleigh, NC: Lulu, 2010. ISBN 978-1-4457-1258-1
- The Stinger, Not the Stung: Israel's Not So Civil War. Raleigh, NC: Lulu, 2012. ISBN 978-1300450825